# Schottische Bischofskonferenz
Die Schottische Bischofskonferenz  (englisch Bishops’ Conference of Scotland; kurz: BCOS) ist die ständige Versammlung der römisch-katholischen Bischöfe von Schottland. Zur Erledigung aller anfallenden Arbeiten besteht sie aus einem Sekretariat und mehreren Kommissionen. Sie ist Mitglied im Rat der europäischen Bischofskonferenzen. 

Schottland

## Mitglieder
Nach den Statuten gehören alle Diözesanbischöfe und Erzbischöfe, Bischöfe und Weihbischöfe, sowie Titularbischöfe (nur aus Schottland) der Bischofskonferenz an. Derzeit sind aber nur alle Diözesanbischöfe Mitglieder der schottischen Bischofskonferenz, des Weiteren gehören ihr zwei emeritierte Bischöfe an. Der Apostolische Nuntius  wird regelmäßig eingeladen und erhält die Tagesordnungen und Sitzungsprotokolle.

## Präsidium
- Präsident: Hugh Gilbert OSB, Bischof von Aberdeen
- Vizepräsident: John Keenan, Bischof von Paisley
- Generalsekretär: Fr. Gerard Maguiness

## Kommissionen und Büros
- Kommission für Glaubenslehre und Einheit
- Kommission für Öffentlichkeits- und Medienarbeit
- Kommission für katholische Erziehung und Unterstützung
- Kommission für die Bewahrung des Glaubens
- Kommission für Friede und Gerechtigkeit
- Liturgiekommission
- Sekretariat für die Kommission für Kirchenmusik
- Kommission für pastorale und soziale Aufgaben einschließlich des Sekretariats für pastorale Aufgaben für Migranten und Touristen
- Seelsorge auf See (Maritime Seelsorge)
- Nationales Büro für Kinderschutz
- Sekretariat für Jugendliche
- Priester für Schottland
- Kommission für Missionsarbeit